# 三省六部
三省六部（さんしょうりくぶ）は、中国の隋・唐代で行われた政治制度。また中国におけるその後の政治制度にも大きく影響を及ぼしている。
|      |      |      |      |        |        |        |        |        |        |      |      |      |      |  |  |      |      |      |      | 皇帝   |        |        |        |        |        |      |      |      |      |  |  |      |      |      |      |        |        |        |        |        |        |      |      |      |      |  |  |  |  |  |  |  |  |  |  |  |  |  |  |  |  |  |  |  |  |
|      |      |      |      |        |        |        |        |        |        |      |      |      |      |  |  |      |      |      |      |        |        |        |        |        |        |      |      |      |      |  |  |      |      |      |      |        |        |        |        |        |        |      |      |      |      |  |  |  |  |  |  |  |  |  |  |  |  |  |  |  |  |  |  |  |  |
|      |      |      |      |        |        |        |        |        |        |      |      |      |      |  |  |      |      |      |      |        |        |        |        |        |        |      |      |      |      |  |  |      |      |      |      |        |        |        |        |        |        |      |      |      |      |  |  |  |  |  |  |  |  |  |  |  |  |  |  |  |  |  |  |  |  |
|      |      |      |      | 門下省 | 門下省 | 門下省 | 門下省 | 門下省 | 門下省 |      |      |      |      |  |  |      |      |      |      | 尚書省 | 尚書省 | 尚書省 | 尚書省 | 尚書省 | 尚書省 |      |      |      |      |  |  |      |      |      |      | 中書省 | 中書省 | 中書省 | 中書省 | 中書省 | 中書省 |      |      |      |      |  |  |  |  |  |  |  |  |  |  |  |  |  |  |  |  |  |  |  |  |
|      |      |      |      | 門下省 | 門下省 | 門下省 | 門下省 | 門下省 | 門下省 |      |      |      |      |  |  |      |      |      |      | 尚書省 | 尚書省 | 尚書省 | 尚書省 | 尚書省 | 尚書省 |      |      |      |      |  |  |      |      |      |      | 中書省 | 中書省 | 中書省 | 中書省 | 中書省 | 中書省 |      |      |      |      |  |  |  |  |  |  |  |  |  |  |  |  |  |  |  |  |  |  |  |  |
|      |      |      |      |        |        |        |        |        |        |      |      |      |      |  |  |      |      |      |      |        |        |        |        |        |        |      |      |      |      |  |  |      |      |      |      |        |        |        |        |        |        |      |      |      |      |  |  |  |  |  |  |  |  |  |  |  |  |  |  |  |  |  |  |  |  |
| 吏部 | 吏部 | 吏部 | 吏部 | 吏部   | 吏部   |        |        | 戸部   | 戸部   | 戸部 | 戸部 | 戸部 | 戸部 |  |  | 礼部 | 礼部 | 礼部 | 礼部 | 礼部   | 礼部   |        |        | 兵部   | 兵部   | 兵部 | 兵部 | 兵部 | 兵部 |  |  | 刑部 | 刑部 | 刑部 | 刑部 | 刑部   | 刑部   |        |        | 工部   | 工部   | 工部 | 工部 | 工部 | 工部 |  |  |  |  |  |  |  |  |  |  |  |  |  |  |  |  |  |  |  |  |

## 三省
三省は、中書省（ちゅうしょしょう）・門下省（もんかしょう）・尚書省（しょうしょしょう）の三つの機関を指す。
それぞれの職掌は次の通り。
- 中書省 - 皇帝と相談して下からの上書を吟味してそれを元に、あるいは皇帝の独自の意思を元に、法案の文章を作る。
- 門下省 - 法案を審査し、内容によっては中書省へ差し戻す。中書・門下が立法機関である。
- 尚書省 - 門下省の審査を通った法案を行政化する。

それぞれの長官名は次の通り。
- 中書省の長官は、隋では内史令と呼ばれ、唐では中書令と呼ばれた。定員は二名。
- 門下省の長官は、隋では納言と呼ばれ、唐では侍中と呼ばれた。定員は二名。
- 尚書省の長官は、尚書令と呼ばれる。ただし唐では、唐の太宗が皇帝位に着く前にこの地位にいたため、この地位は空白となっていた。次官は二名で、それぞれ左僕射・右僕射と呼ばれていた。ゆえに唐ではこの次官が実質的長官となった。

古代からの三公や三師といった宰相職も存在したが常設はされず、実務も定められていなかった。これに代わり一般には中書令や門下侍中、時には左僕射・右僕射が宰相とされた。その職務としては、日常の行政と別に政策決定を行う政事堂という機関があった。構成員は中書令、門下侍中、左僕射・右僕射からなり、場合によっては宰相待遇のその他の官僚も参加した。

## 六部
尚書省の下には実務機関としての六部がある。それぞれの職掌は次の通り。
- 吏部 - 官僚の人事を司る。
- 戸部 - 財政と地方行政を司る。
- 礼部 - 礼制（教育・倫理）と外交を司る。
- 兵部 - 軍事を司る。
- 刑部 - 司法と警察を司る。
- 工部 - 公共工事を司る。

六部の各長官は尚書と呼ばれる。

## 歴史
隋・唐では上記の通りであったが、唐代中期から門下省は暫時その権限を低下させ、唐代後半には門下省は有名無実の存在となった。
門下省は貴族の利害を代表して国政を監視する位置づけにあったため、皇帝独裁が進展することによって中書省に実権を奪われていったのである。やがて唐代後半になると中書令も名誉職化し、より下級の官僚に宰相格の権限を与えて実務を行わせた。これを同中書門下平章事と呼ぶ。
宋代に入っても同中書門下平章事が宰相となり、その付属機関を中書門下省と呼んだ。しかし実務については唐末から五代にかけて生まれた三司・枢密院といった新設の機関も存在し、中書門下省は主に高級官僚の人事を担当していた。門下省や中書省自体も廃止はされていなかったが名目上の存在である。尚書省と六部も名目的な存在であったが、後の元豊の改革までには六部が中書門下省や三司などの権限を吸収して実務を担当するようになる。宰相を尚書左僕射兼門下侍郎、尚書右僕射兼中書侍郎といったかつての三省の長官に相当する名称で呼び、その下に六部を執行機関としてつける形になった。
元代になると中書令が復活するが、唐代とは意味が違う。モンゴルのハーン直属の武将が務めるエケ・ジャルグチ（大法官）、エケ・ビチグチ（大書記官）といった執政官を中国語で呼ぶ時に丞相や中書令の名をあて、その下部機関を同様に中書省と呼ぶようになったものである。後にこの中書省から軍政機関として枢密院、財政機関として尚書省が独立した。このように元の制度は旧来の三省六部の名称が用いられていてもその内実は連続していない。明が成立すると創始者朱元璋は元制を引き継いで中書省を置くが、後に皇帝独裁を目指し中書令を廃止した。しかし六部は唐宋に準じた機関として設置された。これら六部は宰相不設置となった当初、長官としてそれぞれ尚書が置かれて皇帝に直属していた。やがて後におかれた内閣大学士が実質的な宰相として六部を統率した。この六部は清代末期に廃止されるまで存続することになる。